# كو جو يون
كو جو يون (هانغل: 고주연) هي ممثلة كورية جنوبية. ولدت في 22 فبراير 1994. اكتسبت اهتمامًا في صناعة السينما الكورية عن دورها في فيلم السنونو الأزرق (2005) وعائلة فوكس (2006).  في عام 2007 ظهرت في فيلم الرعب مرثية في دور أساكو.

## روابط خارجية
- كو جو يون على موقع IMDb (الإنجليزية)
- كو جو يون على موقع أول موفي (الإنجليزية)
- كو جو يون على موقع قاعدة بيانات الفيلم (الإنجليزية)